# ケードネズ
ケードネズ（ケード杜松、学名：Juniperus oxycedrus）は、ヒノキ科ビャクシン属に属する針葉樹。アジア南西部および地中海沿岸に分布し、乾いた丘陵および森林内に生育する。葉は2.5cm前後、三輪生で枝に開いて付き、針型で細く鋭く尖っている。樹皮は紫がかった褐色で、縦長の細い欠片となって剥がれる。

## 備考
ケード油（杜松油）はケードネズの材を蒸留して採れる精油で、古来より皮膚病の治療薬や化粧品の原料、香料として利用されてきた。また、地中海南西部のバレアレス諸島ではセイヨウネズが自生していないため、この種の球果をジンの香り付けの代用品として利用してきた。